# John Player Special
 (mars 2019).
Si vous disposez d'ouvrages ou d'articles de référence ou si vous connaissez des sites web de qualité traitant du thème abordé ici, merci de compléter l'article en donnant les références utiles à sa vérifiabilité et en les liant à la section « Notes et références ».
Pour les articles homonymes, voir JPS (homonymie).
John Player Special  ou JPS est une marque de cigarettes internationale d'origine britannique. Le nom de la marque fait référence à la société John Player and Sons, entreprise familiale de Nottingham qui a fusionné en 1901 avec d'autres fabricants britanniques pour donner naissance au groupe Imperial Tobacco.
Lancée initialement comme une cigarette de luxe avec la référence JPS Internationale, la marque JPS s'est démocratisée au fil des années et propose aujourd'hui une gamme diversifiée, organisée en « Virginian Blend » (goût anglais, sans additifs) et « American Blend ». 

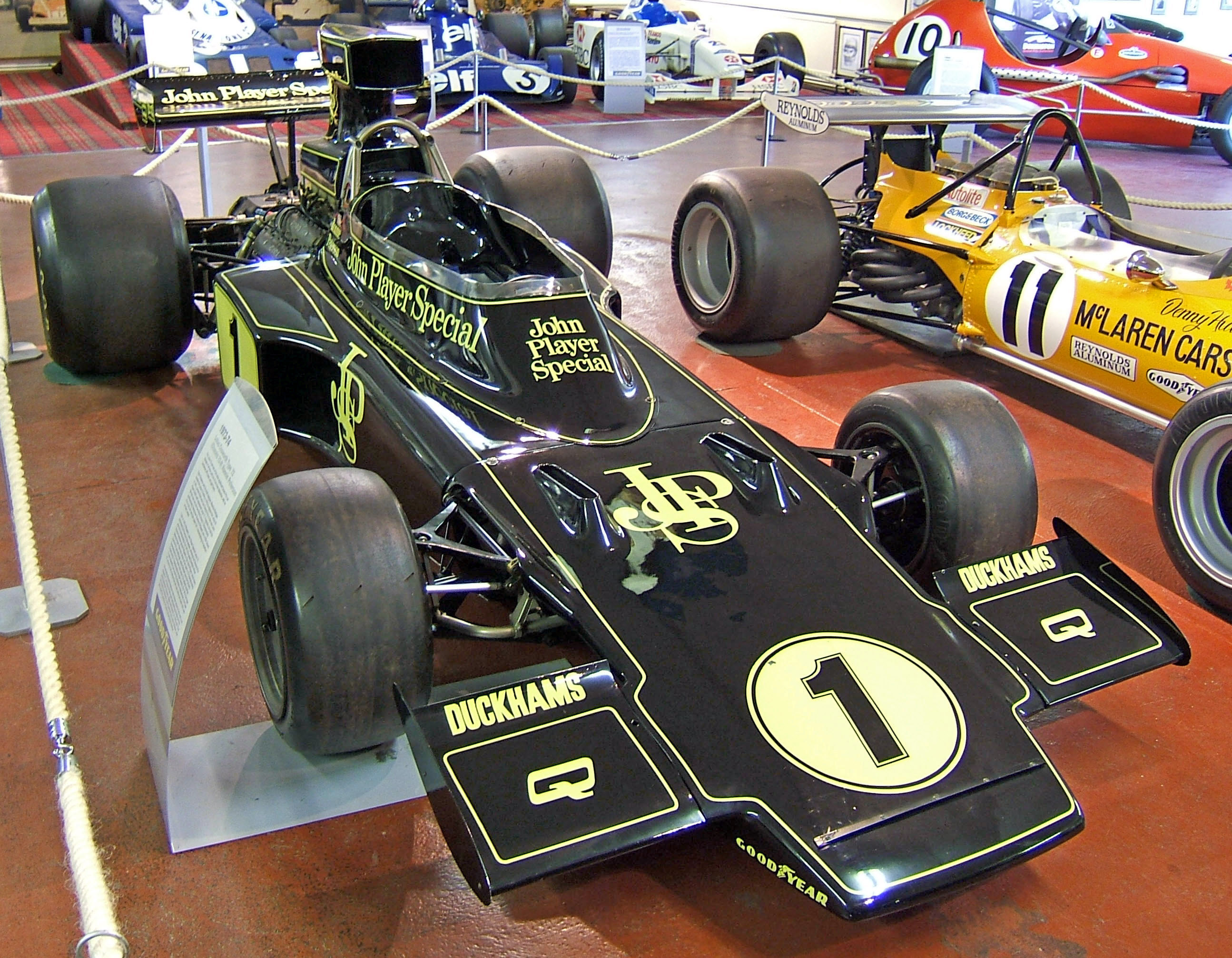
La en 72E de Ronnie Peterson, utilisée en 1973.

Les cigarettes JPS sont disponibles dans la plupart des pays d'Europe Occidentale, notamment en Allemagne, Autriche, Belgique, Espagne, France, Italie, Pays-Bas, Portugal, Royaume-Uni, Suisse. JPS est également distribuée au Canada, où elle appartient à la société Imperial Tobacco Canada, filiale du groupe British American Tobacco (BAT).

## Sponsor
La marque JPS est également célèbre pour sa longue association avec l'écurie de Formule 1 Lotus. Les Lotus JPS ont remporté le championnat du monde en 1972, 1973 et 1978.